# Emser Depesche
De Emser Depesche of het Ems-telegram was een door de Pruisische kanselier Otto von Bismarck gemanipuleerd telegram (Duits: Depesche, Frans: dépêche). Het telegram was hem door zijn medewerker Heinrich Abeken vanuit Bad Ems toegestuurd en werd het, door Bismarck al langere tijd gezochte, doorslaggevende element voor het laten uitbreken van de Frans-Pruisische Oorlog.

## De depesche
Nadat de Pruisische koning Wilhelm I onder Franse druk reeds op 12 juli 1870 zijn steun aan Leopold van Hohenzollern-Sigmaringen als kandidaat voor de Spaanse troon had ingetrokken, eiste de Franse regering bij monde van haar ambassadeur graaf Vincent Benedetti dat Wilhelm I zou verklaren ook in de toekomst steeds van deze steun af te zien. Wilhelm I, op dat moment verblijvend te Bad Ems, liet graaf Benedetti door zijn adjudant zeggen, in beleefde bewoordingen, dat hij niets had toe te voegen aan hetgeen hij over deze zaak al had gezegd en dat hij Benedetti daarom ook niet meer wilde ontvangen.

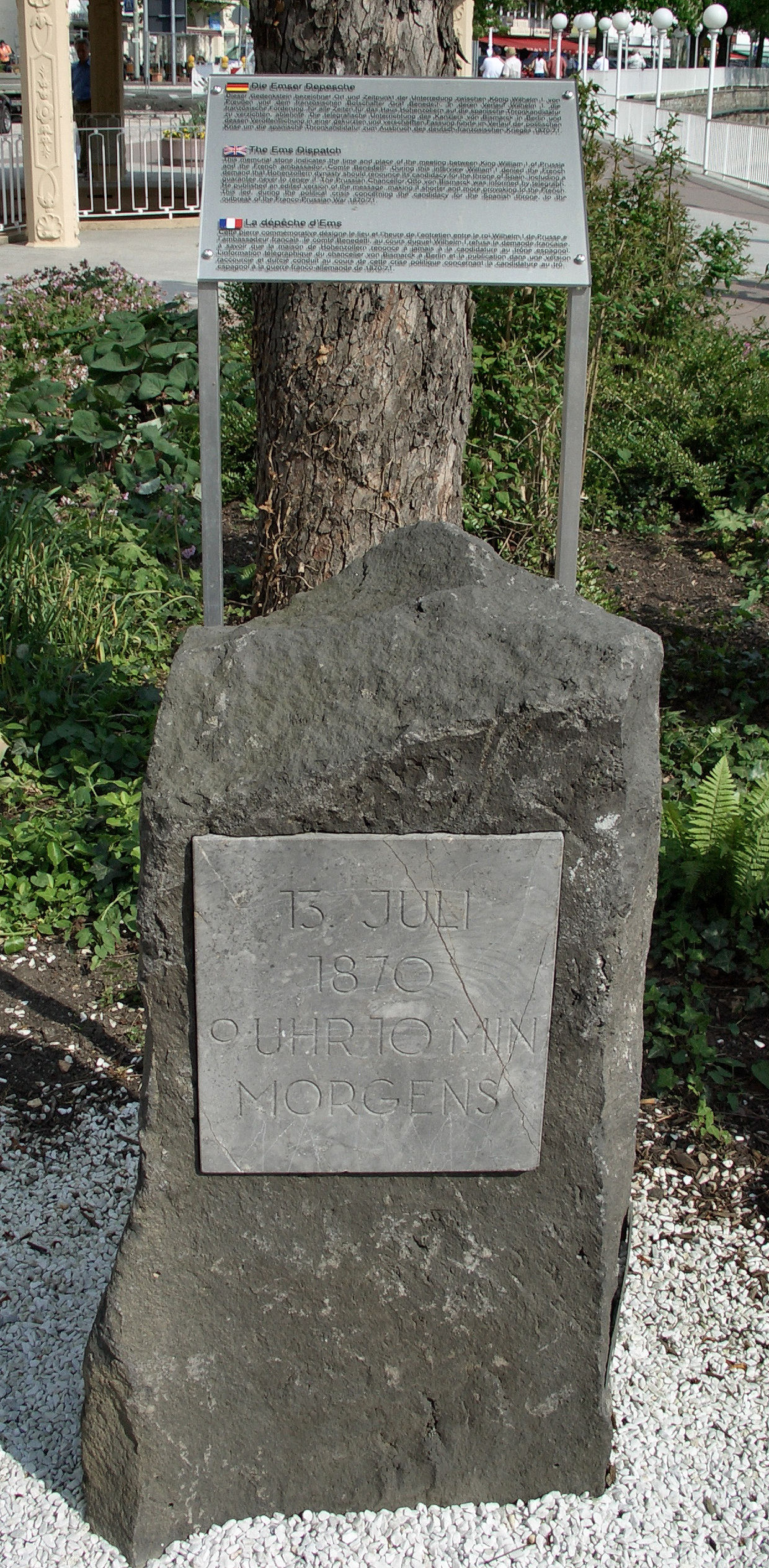
Gedenksteen Emser Depesche

Een telegram met deze boodschap werd op 13 juli 1870 om 15.10 uur vanuit Bad Ems verstuurd naar de Pruisische kanselier Bismarck. Na verkorten en bewerken van de inhoud van het bericht stelde die het de volgende dag aan de pers ter beschikking. Deze zogenaamde Emser Depesche omvatte drie elementen:
1. De Franse eisen, zoals gebracht door Benedetti
2. De weigering van Wilhelm I om aan deze eisen te voldoen
3. Het door Bismarck openbaar maken van het feit dat Pruisen de Franse eisen verwierp

De door Bismarck gepubliceerde verkorte versie van het oorspronkelijk in heel beleefde woorden geformuleerde antwoord van koning Wilhelm zag eruit als een kwetsende afwijzing van het verzoek van de Franse regering. De publieke opinie en het parlement van Frankrijk werden hierdoor zo geprovoceerd dat Bismarck bereikte wat hij voor ogen had: vijf dagen later, op 19 juli 1870, verklaarde Frankrijk aan Pruisen de oorlog.
Dat de Franse regering zichzelf door de gestelde eisen nodeloos in deze onmogelijke positie had gemanoeuvreerd blijkt wel uit Napoleon III's verzuchting tegenover zijn premier Émile Ollivier op 14 juli 1870, dat hoewel er geen werkelijke reden voor oorlog bestond, die er toch zou komen, omdat de publieke opinie zulks eiste.